# Hamish Harding
Pour les articles homonymes, voir Harding.
George Hamish Livingston Harding, dit Hamish Harding, né le 24 juin 1964 à Hammersmith (Royaume-Uni) et mort le 18 juin 2023 dans l'océan Atlantique, est un homme d'affaires, pilote, aventurier et touriste spatial britannique. Il est directeur de mission et pilote du vol One More Orbit, qui a établi un record mondial de vitesse pour le tour du monde le plus rapide de la Terre par avion passant par les deux pôles géographiques.
En juin 2022, il effectue un vol spatial à bord d'une capsule New Shepard. Harding meurt le 18 juin 2023 dans l'accident du submersible Titan alors qu'il était en route pour voir l'épave du Titanic. Le sous-marin de poche de la société OceanGate est victime d'une implosion qui tue les 5 occupants à bord.

## Biographie
George Hamish Livingston Harding est né à Hammersmith, à Londres, en 1964. Il a fait ses études à The King's School, une école privée à Gloucester, puis étudie au Pembroke College de Cambridge,.
En 2017, Harding travaille pour la société de tourisme d'affaires de l'Antarctique White Desert, pour introduire le premier service régulier d'avions d'affaires dans l'Antarctique. À l'aide d'un Gulfstream G550, la liaison atterrit sur la piste de glace Wolfs Fang Runway. Il a également visité le pôle Sud à plusieurs reprises, accompagnant notamment en 2016 Buzz Aldrin âgé de 86 ans.
Du 9 au 11 juillet 2019, pour célébrer le 50e anniversaire de l'alunissage d'Apollo 11, Harding a dirigé avec Terry Virts une équipe d'aviateurs qui a remporté le record du tour du monde passant par les pôles Nord et Sud dans un Gulfstream G650ER, en 46 heures 40 minutes,,,. Cette mission, nommée One More Orbit, décolle et atterrit au Shuttle Landing Facility du NASA Kennedy Space Center, aux États-Unis. Harding est le directeur de mission et dirige une équipe de plus de 100 personnes.
Le 5 mars 2021, Harding et Victor Vescovo ont plongé au plus profond de la fosse des Mariannes, le point Challenger Deep situé à 11 000 mètres de profondeur, établissant le record de la plus grande distance parcourue et celui du plus grand temps passé au fond de l'océan,,,.

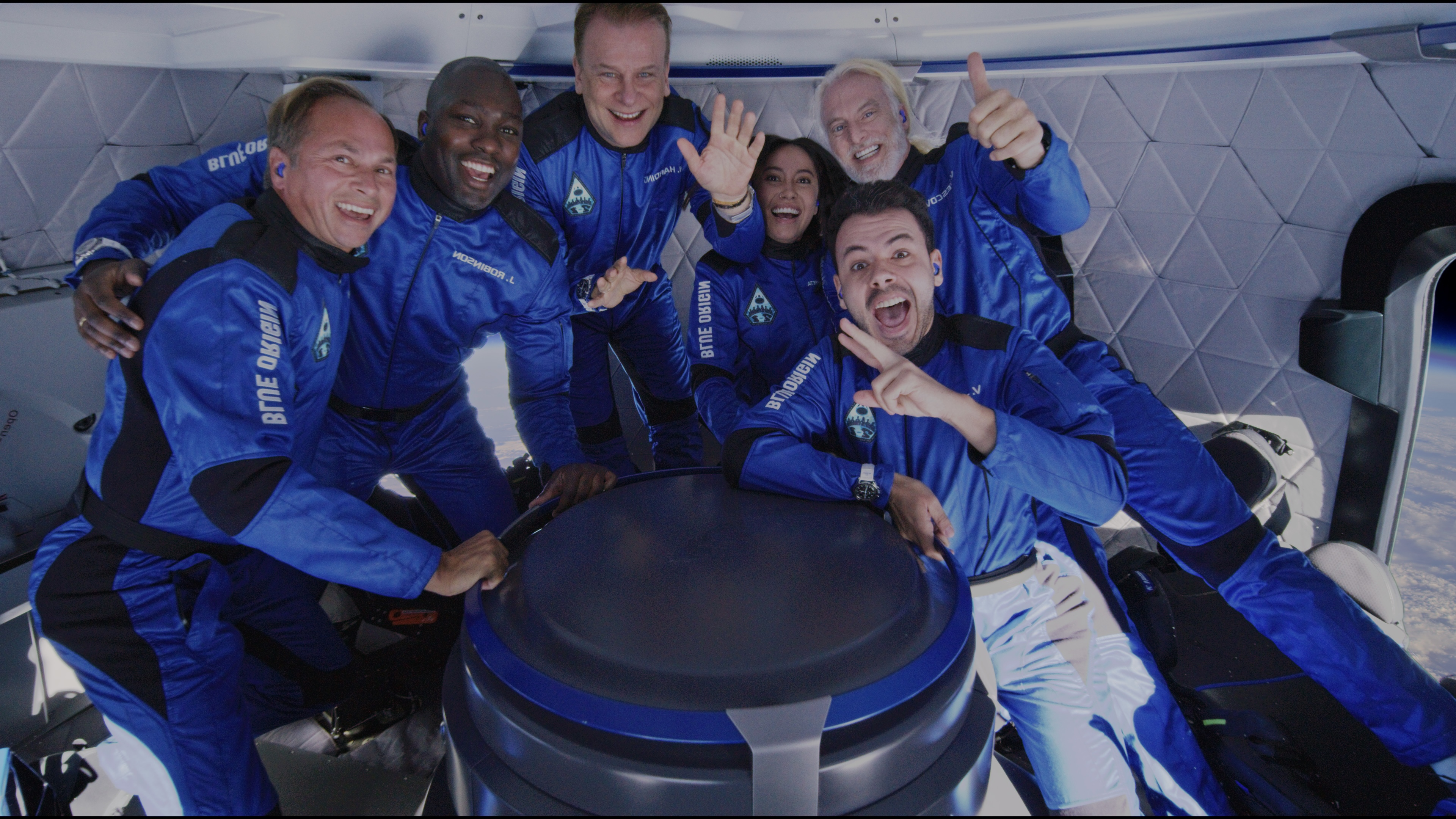
Hamish Harding (troisième en partant de la gauche) et l'équipage de la mission Blue Origin NS-21 à l'intérieur de sa capsule New Shepard, le jour du lancement.

Il a volé dans l'espace dans le cadre de la mission Blue Origin NS-21, le 4 juin 2022, lors du cinquième vol suborbital de la fusée New Shepard de la société Blue Origin,,,,.
En septembre 2022, la compagnie aérienne de Harding, Action Aviation, a fourni un Boeing 747-400 personnalisé pour transporter huit guépards sauvages de la Namibie vers l'Inde afin de lancer le projet de réintroduction du guépard du gouvernement indien et du Cheetah Conservation Fund (CCF) en Namibie. Ils avaient disparu du pays depuis l'indépendance en 1947. Laurie Marker, fondatrice du CCF, a eu l'honneur de porter avec Harding le drapeau du Club des explorateurs lors du vol vers l'Inde,.
Il fonde l'Action Group et est président d'Action Aviation, une société internationale de courtage d'avions dont le siège est à Dubaï,,,. Il vit aux Émirats arabes unis.

### ExpéditionTitanet mort
Il est à bord du Titan, un sous-marin appartenant à OceanGate, Inc. en mission pour l'observation de l'épave du Titanic, lorsque le navire a perdu le contact avec la surface le 18 juin 2023. Le 22 juin, après la découverte d'un champ de débris à proximité du Titanic, l'entreprise déclare supposer que tous les passagers sont morts.

## Récompenses
- En août 2022, Harding est intronisé dans les Living Legends of Aviation[29],[30].
- Il est membre du conseil d'administration de l'Explorers Club et président de son chapitre du Moyen-Orient[31],[32],[33].